# Friðrik Ólafsson
Friðrik Ólafsson (Reykjavík, 26 de janeiro de 1935 – Reykjavík, 4 de abril de 2025) foi um jogador de xadrez da Islândia, com diversas participações nas Olimpíadas de xadrez. Ólafsson participou das edições de 1952, 1954, 1956, 1962, 1966, 1974, 1978 e 1980. Individualmente, conquistou as medalhas de ouro (1962) no primeiro tabuleiro e bronze (1956) no primeiro tabuleiro.
Foi seis vezes campeão nacional, além do título nórdico em 1953 na modalidade. Como dirigente, ocupou o cargo de presidente do FIDE de 1978 a 1982.

## Morte
Ólafsson morreu no dia 4 de abril de 2025, aos 90 anos.